# Anna Marczewska
Anna Marczewska, po mężu Tondel (ur. 3 marca 1977 w Szprotawie) – polska koszykarka grająca na pozycjach silnej skrzydłowej oraz środkowej.

## Osiągnięcia
Drużynowe
- Brązowa medalistka mistrzostw Polski (2005)
- Mistrzyni I Ligi Kobiet (2010)[1]
- Awans do najwyższej klasy rozgrywkowej (2000)
- Zdobywczyni Pucharu Polski (2004)
- Uczestniczka rozgrywek Pucharu Europy (2003)

Indywidualne
- Uczestniczka meczu gwiazd PLKK (2004, 2006)[2][3]